# 417 (číslo)
Čtyři sta sedmnáct je přirozené číslo. Následuje po číslu čtyři sta šestnáct a předchází číslu čtyři sta osmnáct. Římskými číslicemi se zapisuje CDXVII a řeckými číslicemi υιζ.

## Matematika
417 je:
- Deficientní číslo
- Složené číslo
- Nešťastné číslo

## Astronomie
- (417) Suevia je planetka hlavního pásu, kterou objevil v roce 1896 Max Wolf

## Roky
- 417
- 417 př. n. l.